# Arangina
Arangina is een geslacht van spinnen uit de  familie van de Dictynidae (kaardertjes).

## Soorten
- Arangina cornigera (Dalmas, 1917)
- Arangina pluva Forster, 1970